# Ламхері
Ламхері (груз. ლამხერი) — село в Грузії.
За даними перепису населення 2014 року в селі проживає 14 осіб.